# II Liceum Ogólnokształcące im. Romualda Traugutta w Częstochowie
II Liceum Ogólnokształcące im. Romualda Traugutta w Częstochowie – jedna z najstarszych szkół średnich w Częstochowie.

## Historia
Dnia 7 sierpnia 1920 roku zarząd Związku Nauczycielstwa Polskiego przekazał na własność państwa utrzymywane przez siebie męskie gimnazjum. Równolegle do tego wydarzenia, grono obywateli częstochowskich zakupiło od Wincentego Szudejki prywatne męskie gimnazjum, które także zostało przekazane na własność państwa. Z połączenia szkół, aktem ówczesnego Ministerstwa Wyznań Religijnych i Oświecenia Publicznego, utworzone zostało państwowe „Gimnazjum Męskie im. Romualda Traugutta”.
Od początku swego istnienia szkoła reprezentowała typ humanistyczny. W szkole uczyło się corocznie ok. 450 uczniów, posiadała również własny internat. W pierwszych latach gimnazjum mieściło się w dwóch wynajętych budynkach, przy ulicy Staszica i alei Wolności w Częstochowie. Sprawiało to trudności zarówno uczniom, jak i nauczycielom szkoły. W 1937 zakupiono budynek przy ulicy Jasnogórskiej 17. Zarządzeniem Ministra Wyznań Religijnych i Oświecenia Publicznego z 1937 zostało utworzone „II Państwowe Liceum i Gimnazjum im. Romualda Traugutta w Częstochowie” (państwowa szkoła średnią ogólnokształcąca, złożoną z czteroletniego gimnazjum i dwuletniego liceum), po wejściu w życie tzw. reformy jędrzejewiczowskiej szkoła miała charakter męski, a wydział liceum ogólnokształcącego był prowadzony w typie humanistyczno-klasycznym.
Budynek przy ul. Jasnogórskiej z przerwami powodowanymi okupacją niemiecką (1939–1945) pozostał siedzibą szkoły aż do roku 1963, kiedy to przeniesiono ją do nowo powstałego gmachu przy ulicy Kilińskiego 62, gdzie mieści się ona do dziś.
Pierwsza matura licealna w historii szkoły odbyła się w roku szkolnym 1938/39, według nowej reformy szkolnej z roku 1933/34 (reforma jędrzejowiczowska).

## Szkoła dzisiaj
Obecnie szkoła dysponuje kadrą pedagogiczną w liczbie sześćdziesięciu nauczycieli. Jako jedno z dwóch częstochowskich liceów dysponuje własną krytą pływalnią. W szkole działa również wiele kół zainteresowań, a jej uczniowie odnoszą sukcesy naukowe, artystyczne oraz sportowe.
Prowadzony przez Marka Podgórskiego, pedagoga szkoły, serwis internetowy w ogólnopolskim „Rankingu IT Szkoła 2017” (ranking szkół ponadgimnazjalnych, sporządzany na podstawie pomiaru aktywności uczniów w poszczególnych kategoriach działań programu IT Szkoła) zajął 272 miejsce w kraju (26. w województwie śląskim).

## Dyrektorzy
- Otton Kuczewski (1920–1924)[3]
- Dominik Zbierski (1929–1930, 1938)[3]
- Józef Dąbrowski (1937–1938)[3]
- Antoni Artymiak (1938–1949)[3]
- Antoni Kmicikiewicz (1939)[3]
- Stanisław Popiński (1950–1951)[3]
- Jan Smolarkiewicz (1950)[3]
- Mieczysław Herman (1951–1958)[3]
- Adolf Baranowski (1959–1969)[3]
- Antoni Drzazga (1969–1980)[4]
- Honorata Szyller (1980–1999)[3]
- Janusz Leszek Kołodziejski (1999–2006)[3]
- Krzysztof Ponchała (2006–2012)[5]
- Małgorzata Jackowska (2012–2022)[6]
- Erniew Tomżyński (od 2022)[7]

## Znani absolwenci
- Władysław Lech Terlecki[8]

- Agata Dziarmagowska[9]